# تمنارت
تمنارت هي جماعة قروية في إقليم طاطا بجهة سوس ماسة في المغرب.

## التعليم
قائمة المؤسسات التعليمية في جماعة تمنارت:
- مجموعة مدارس اسموكن
- مجموعة مدارس اكرض
- مجموعة مدارس القصبة
- مجموعة مدارس ايت علي
- مدرسة اغير اغناين
- اعدادية العيون
- ثانوية تمنارت التأهيلية

## أنشطة السكان
يعتمد سكان الجماعة القروية تمنارت في حياتهم المعيشية بالدرجة الأولى على الزراعة وخاصة التمور بحيث تتوفر المنطقة على واحات للنخيل وأشجار الزيتون واللوز وتتوفر المنطقة أيضاعلى فرشة مائية مهمة كافية لسقي الواحة إضافة إلى تربية الماشية لكن مع توالي سنوات الجفاف بدأ هذا النشاط في الزوال وهو ماساعد في الهجرة. ,هناك سوق أسبوعي يقام كل إثنين بمركز الجماعة ويسمى بإثنين نتمانرت وكل عام يقام موسم من أشهر مواسم المنطقة وهو موسم سيدي أمحمد بن براهيم الشيخ التمنارتي متعدد الأنشطة بما هو ديني وتجاري بالإضافة إلى أنشطة ثقافية بموازة مع أيام الموسم.

## أحداث وحوادث
في سبتمبر 2024، تسببت السيول الجارفة في عدة خسائر بشرية في جماعة تمنارت، بعدما جرفت المنازل المتواجدة قرب الوديان. أكبر عدد من الوفيات تم تسجيله في دوار واكردة.

## أعلام
- عبد الله بن ياسين (توفي في 1059)، داعية ومجاهد مالكي من مؤسسي دولة المرابطين.